# نیروهای دفاعی گرجستان
نیروهای دفاعی گرجستان (گرجی: საქართველოს თავდაცვის ძალები) نیروهای مسلح گرجستان است، که از نیروهای زمینی گرجستان، نیروی هوایی گرجستان و گارد ملی گرجستان تشکیل می‌شود.